# Lea Ritter Santini
Lea Ritter Santini (Rimini, 21 marzo 1928 – Münster, 5 giugno 2008) è stata una germanista, filologa e critica letteraria italiana.

## Biografia
Cresciuta a Bologna, dove ha iniziato la carriera di docente, e dopo passaggi in diverse università europee, ha insegnato Letteratura tedesca e Letterature comparate all’Università di Münster. Fu legata all'ambiente del Mulino (di cui il fratello Gerardo fu presidente), per cui pubblicò la maggior parte dei suoi lavori, e segnalò, curandone l'edizione, "libri essenziali di Blumenberg, Ohly, Koehler [...] Heinrich e Golo Mann, Heinrich Lausberg (di cui è stata allieva prediletta), Bruno Snell, Hannah Arendt, Heinrich Böll". Studiosa di iconologia e di storia delle idee, ha spaziato nei suoi studi tra la letteratura italiana e quella tedesca, dalle origini ai contemporanei. Fu socia della Deutsche Akademie für Sprache und Dichtung di Darmstadt, vincitrice del Premio nazionale letterario Pisa e del Premio Feltrinelli. La sua biblioteca e il suo archivio sono stati donati alla Fondazione Centro di studi storico-letterari Natalino Sapegno.

## Opere principali
- L'italiano Heinrich Mann, Bologna, Il mulino, 1965
- Lesebilder: Essays zur europaischen Literatur, Stuttgart, Klett-Cotta, 1978
- Le immagini incrociate, Bologna, Il mulino, 1986
- Nel giardino della storia, Bologna, Il mulino, 1988
- Lessing e le vespe: il viaggio in Italia di un illuminista, Bologna, Il mulino, 1991
- Ritratti con le parole, Bologna, Il mulino, 1994
- Il volo di Ganimede: mito di ascesa nella Germania moderna, Venezia, Marsilio, 1998; traduzione tedesca Ganymed: ein Mythos des Aufstiegs in der deutschen Moderne, München-Wien, Hanser, 2002